# Franz Josef Greith

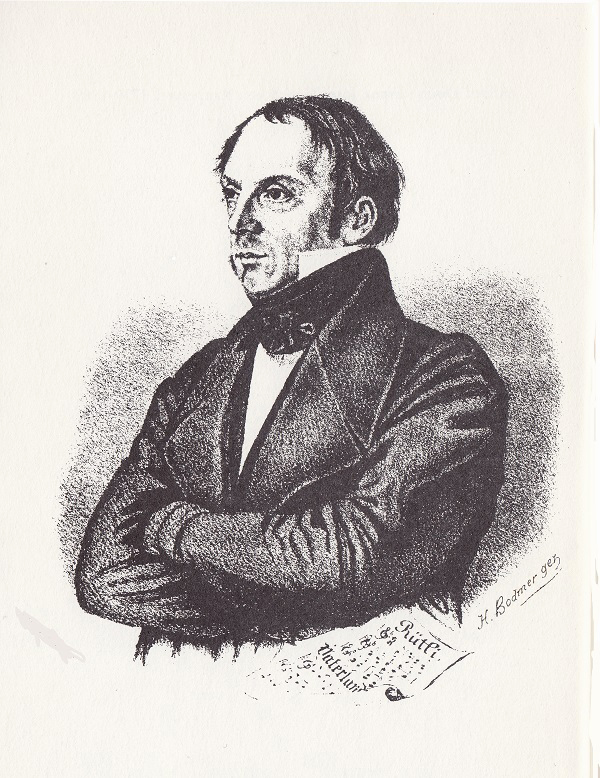
Franz Josef Greith

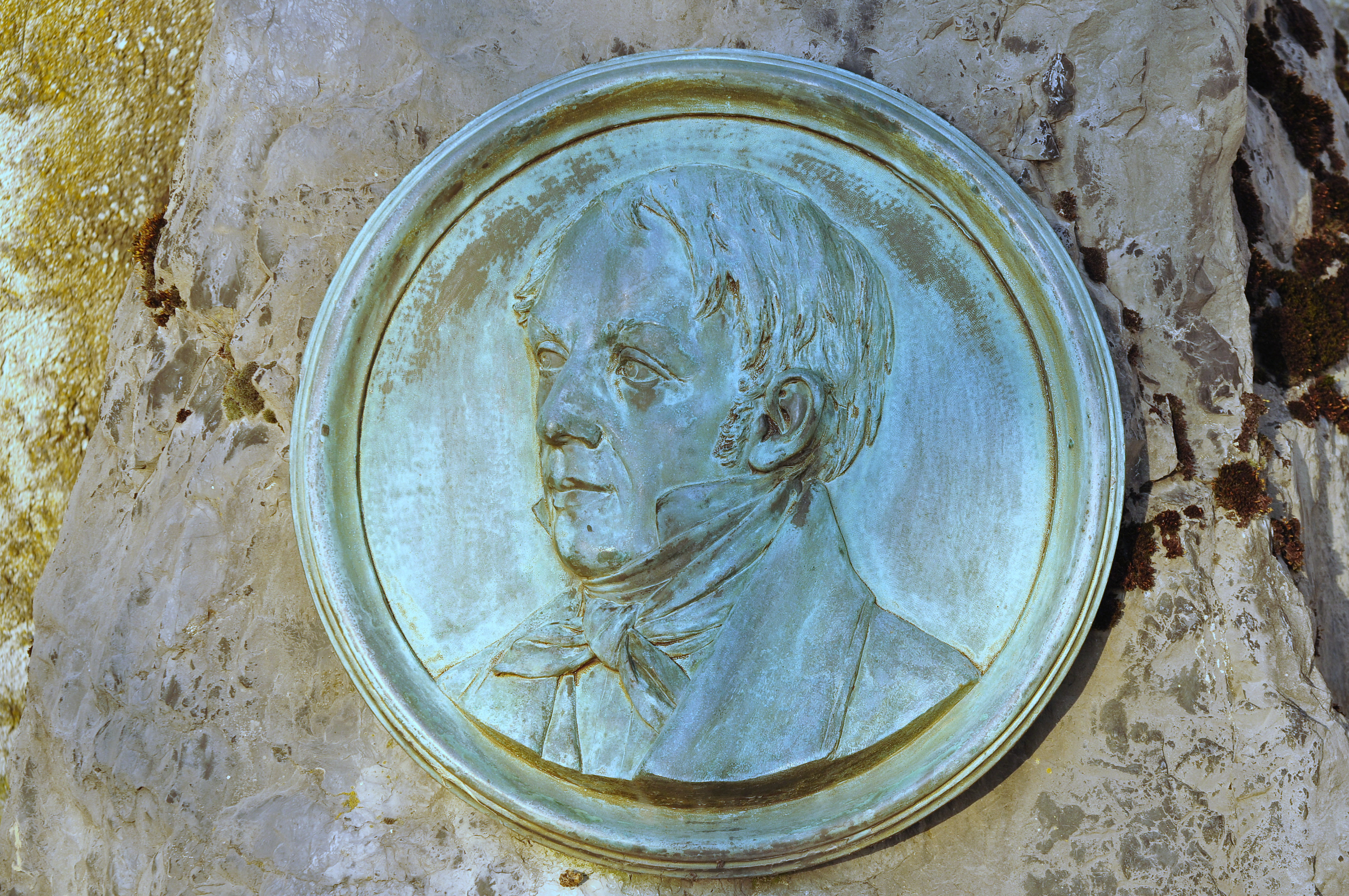
Franz Josef Greith, Gedenktafel in Rapperswil

Franz Josef Greith (* 17. August 1799 in Rapperswil; † 1. Januar 1869 in St. Fiden) war ein Schweizer Musikpädagoge und Komponist der Melodie des von Johann Georg Krauer geschriebenen Rütlilieds. Er schrieb ausserdem zahlreiche patriotische Volkslieder wie Ich bin ein Schweizer Knabe.

## Chordirektor und Musiklehrer in St. Gallen

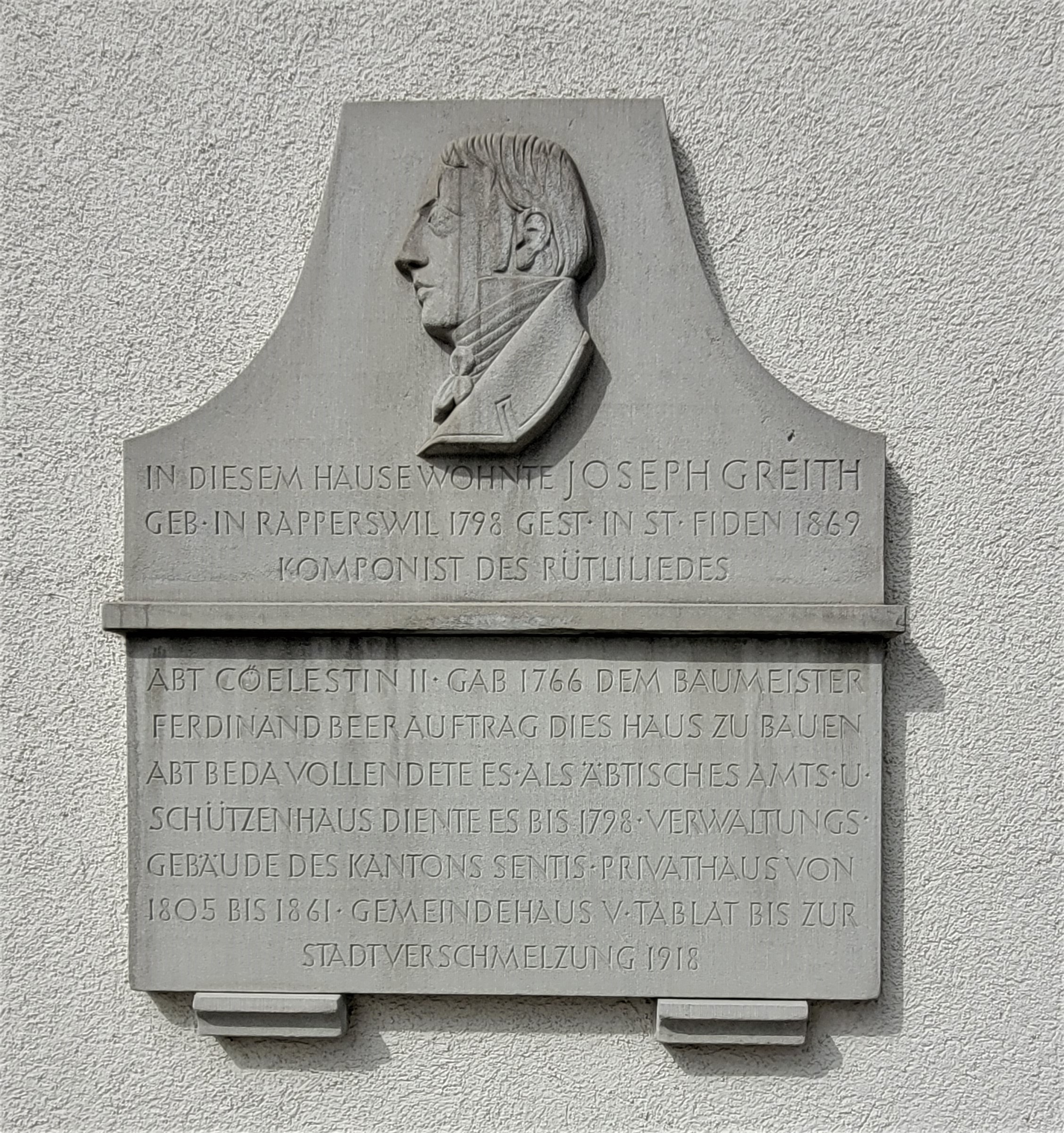
Gedenktafel Franz Josef Greith

Franz Josef Greith war von 1833 bis 1860 Chordirektor an der Kathedrale St. Gallen sowie Gesangs- und Instrumentallehrer am katholischen Gymnasium.
Während der Erneuerung der kirchlichen und staatlichen Machtverhältnisse in der Schweiz in den 1830er Jahren (Regeneration) entstanden oft Konflikte zwischen liberalen und konservativen Parteien. Durch den Wahlsieg der Liberalen in St. Gallen im Frühjahr 1833 wurden die Professoren des katholischen Gymnasiums durch Leute der siegreichen Partei ersetzt. Franz Josef Greith als Mitglied der liberalen Partei ersetzte den Musikprofessor Martin Vogt (1781–1854), der ein Vertreter der Instrumentalmusik war.
Franz Josef Greith war der ältere Bruder von Carl Johann Greith (1807–1882), der später zum Bischof von St. Gallen gewählt wurde. Beide Brüder setzten sich ein für eine cäcilianische Musikrichtung im vokalen Bereich und das Aufleben der alten kirchlichen Gesänge. Sie kehrten sich gegen den Einzug der Instrumentalmusik, die zu unkirchlicher Gesinnung geführt haben soll. Da die Schaffensperiode des späteren Bischofs Carl Johann Greith in St. Gallen von 1831 bis 1882 dauerte, zeigte sich sein grosser Einfluss auf vielen Gebieten: in der Religion, Erziehung, Kultur und Politik. Die Kirchenmusik wurde wesentlich mitbestimmt durch die Greith-Familie. Der Sohn von Franz Josef Greith, Karl Greith (1828–1887), war ebenfalls Musiker. Bevor er seine musikalische Ausbildung in den 1840er Jahren begann, schrieb der Vater in einem Brief: „Sohn Karl soll ein tüchtiger Mann werden und ich will zu seiner Ausbildung alles anwenden. Er soll das werden, was ich hätte sein können, wenn ich recht geleitet worden.“Über das kirchenmusikalische Programm von Franz Josef Greith wird in seiner Biografie berichtet. Es ist auch eine Kritik auf den Vorgänger Martin Vogt. Alfred Disch schreibt auf Seite 56: „Bereits im ersten Bericht des Schuljahres 1833-34 bedauerte Greith, dass neben der Kirchenmusik, die in dieser Zeit durch eine unechte Geschmacksrichtung verdorben war, zwei Hauptzwecke des Gesangsunterrichts unbeachtet bleiben mussten: die Bildung des musikalischen Kunstsinns und die Erhebung der moralischen Kraft durch den Text.“ Auf Seite 63 kommt Alfred Disch nochmals auf dieses Thema zurück: „Schon im ersten Bericht vom Jahre 1834 wettert Greith gegen den Lügengeist, über den Wust von Sinnlichkeit, die sich in der katholischen Kirchenmusik eingeschlichen und unselige Verwüstungen angerichtet habe. Greith nennt sich persönlich ein Freund und Verehrer des Chorals, zu dessen Wiedereinführung er redlich das seinige getan habe.“
In einem Bericht von 1837 sieht Franz Josef Greith den Musiker Karl Ludwig Drobisch als Vorbild, der auch Kompositionslehrer seines Sohnes war: „Seitdem an unserer Kirche die Werke von Drobisch an der Tagesordnung sind, Werke, die wegen ihrer inneren Kunstgrösse und der Wahrheit in Beziehung auf Text und Komposition eine wunderbare Erscheinung unserer Zeit sind, hat auch der Messgesang an innerem Leben gewonnen.“
Im Allgemeinen kann über die Biografie von Franz Josef Greith gesagt werden, dass sie nicht nur vom Rütlilied handelt, sondern auch von der Musikkultur des 19. Jahrhunderts in St. Gallen, von politischen und musikalischen Konflikten, politischen Freunden und einer Charakterisierung der verschiedenen Mitglieder der Greith-Familie.